# Via della Conciliazione
La Via della Conciliazione (en español: Avenida de la Conciliación) es una avenida en el rione del Borgo en la ciudad de Roma. Tiene aproximadamente 500 m de longitud y conecta la plaza de San Pedro con el castillo de Sant'Angelo en la ribera occidental del río Tíber. 
La avenida se construyó entre 1936 y 1950, convirtiéndose en el principal acceso a la plaza. Además de comercios y residencias, el trayecto incluye varios edificios de valor histórico y religioso tales como el Palazzo Torlonia, el Palazzo dei Penitenzieri , el Palazzo dei Convertendi, y las iglesias de Santa Maria en Traspontina y Santo Spirito en Sassia. A pesar de ser una de las principales conexiones viales de Roma, capaz de contener un tráfico importante sin congestionamientos, es objeto de importantes controversias entre la comunidad de Roma y en círculos académicos debido a las circunstancias en que fue construida.
La zona lindante con la basílica fue reconstruida luego de los sucesivos saqueos de Roma, y también a consecuencia de los deterioros sufridos luego que el papado se trasladara a Aviñón en el siglo XIV. A causa de tales reconstrucciones, el área frente al pequeño patio de la basílica de San Pedro permaneció ocupada por gran cantidad de edificios sobre una trama de angostas callejuelas y pasajes.

## Antecedentes

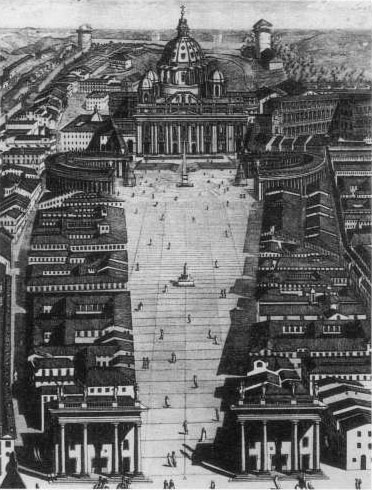
Una idea de 1776 para un boulevard abierto en «V».

Durante años, los proyectos para la construcción del enlace principal entre la Ciudad del Vaticano y el centro de Roma fracasaron. A comienzos del Renacimiento italiano proliferaron las propuestas a partir de un proyecto de Leone Battista Alberti durante el papado de Nicolás V.
Alberti diseñó una planta abierta, consistente en una serie de bulevares en forma de «V». de mayor ancho del lado de la Basílica y angostándose al acercarse al río. Otras propuestas urbanísticas presentaban un esquema cerrado de dos avenidas arqueadas hacia los lados en forma elíptica, con el Tíber y la plaza como extremos opuestos. Los partidarios de un esquema cerrado sugerían separar el espacio entre avenidas mediante columnatas, o mediante una serie estructuras conmemorativas. Las variaciones de ambas propuestas se presentaron en numerosas ocasiones. Entre los proponentes de una solución «abierta» se contaban arquitectos como Giovanni Battista Nolli y Cosimo Morelli. Carlo Fontana y otros diseñadores y hasta el papa Sixto V fueron partidarios de un esquema cerrado, con varias calles radiales desde la plaza central, manteniendo el eje de las estructuras del Borgo entre la plaza y el Tíber.
No hubo acuerdo alguno entre tantos esbozos y propuestas. Ambas tipologías, abierta y cerrada, fueron consideradas por la Santa Sede, pero finalmente se descartaron por razones de costo. Un estudio exhaustivo de costos se realizó mediante la Comisión de edificación de San Pedro, creada en 1651. Sus conclusiones establecieron que «la propuesta de los cardenales para demoler todas las construcciones entre el Borgo Nuovo y el Borgo Vecchio para obtener una mejor vista de la basílica era inviable debido a los altísimos costos de expropiación y a los intereses de los propietarios».

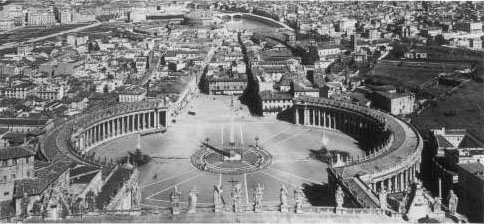
Fotografía de 1900 de la plaza de San Pedro y la zona luego ocupada por la Via della Conciliazione.

Cuando se encargó en 1656 a Gian Lorenzo Bernini el rediseño del patio frente a la basílica, se perdió una buena oportunidad de resolver la cuestión de la «Via». Luego de descartar varios borradores, Bernini se decidió por un espacio abierto de tamaño colosal y forma elíptica. Teniendo en cuenta los costos de limpiar el Borgo, Bernini optó por aprovechar la edificación laberíntica y descuidada de la Edad Media para bloquear toda vista del Vaticano desde lejos. De esta manera, los peregrinos salían de la relativa oscuridad de la ciudad para experimentar súbitamente la luz del enorme espacio de la plaza de San Pedro: un recurso utilizado durante el estilo Barroco para provocar sorpresa, característica fundamental de este periodo. Bernini pensó inicialmente demoler un cuadrado de 100 m de lado frente a la plaza, para llenarlo con una tercera columnata (o «terzo braccio») que uniera los dos existentes. Esta idea hubiera permitido mejores puntos de observación para observar la basílica, pero la muerte del papa Alejandro VII produjo la interrupción de las obras. La idea de la tercera columnata fue abandonada, y la plaza permaneció sin remate e incompleta.
A partir de la gran reconstrucción del Borgo en el siglo XV, la traza de la futura Via della Conciliazione estuvo ocupada por edificios residenciales, religiosos e históricos durante casi 500 años. La causa principal para concretar la avenida fue en definitiva de tipo político: el Borgo, junto con el resto de los estados papales fuera del propio Vaticano, resultó ocupado por el Reino de Italia durante la unificación en el siglo XIX, con la consecuente declaración del papa Pío IX en el sentido de «sentirse un prisionero en el Vaticano», y el nacimiento de la Cuestión Romana. 
Durante los 59 años siguientes los papas se negaron a abandonar el Vaticano a fin de evitar cualquier interpretación que formalizara su aceptación de la autoridad temporal del gobierno italiano sobre el total de la ciudad de Roma. Inicialmente Italia consideró esta actitud favorable a sus intereses, suponiendo que la influencia del papado decaería al punto de perder todo soporte político, mas con el tiempo se impuso la idea de promover un acuerdo aceptable para ambas partes, que cristalizaría en los pactos de Letrán de 1929.

## Mussolini y Roma
El primer ministro Benito Mussolini, que había firmado tales pactos en representación del rey de Italia, retomó la idea de construir una gran vía que conectara simbólicamente al Vaticano con el corazón de la capital italiana. Para cumplir esta idea, Mussolini encargó el proyecto a los arquitectos fascistas Marcello Piacentini y Attilio Spaccarelli.

En cinco años, Roma debe parecer maravillosa a todos los pueblos del mundo; vasta, ordenada, potente, como lo fue en los tiempos del primer imperio de Augusto.
 Benito Mussolini

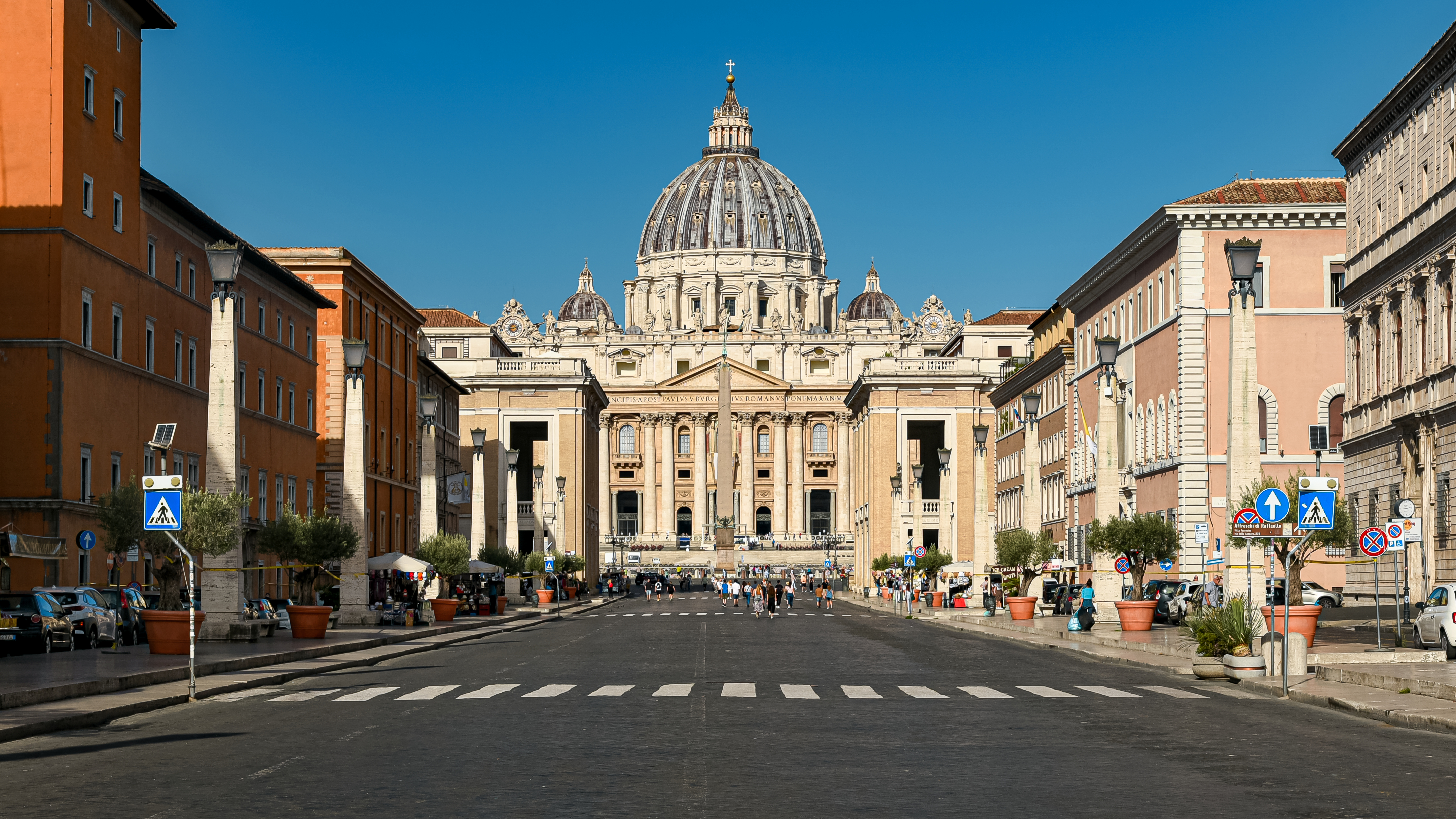
Vista peatonal de la Via della Conciliazione. Nótese que la cúpula de la basílica no está centrada en el eje de la avenida, ya que Piacentini prefirió centrar el obelisco, trasladado por orden del papa Sixto V.

Inspirándose en varios diseños presentados por Carlo Fontana, Piacentini dio inicio a un proyecto que reuniría los beneficios de las propuestas «abiertas» y «cerradas»: una gran avenida que no eclipsara el protagonismo de los edificios vaticanos, respetando las intenciones de Bernini. La gran calle encolumnada requirió la demolición de toda la «spina» del Borgo entre la basílica y el castillo. Como las fachadas de los edificios con frente a la nueva avenida no estaban perfectamente alineadas, se construyeron plazoletas a lo largo de ambas veredas, erigiendo allí filas de obeliscos que sirven de soporte a la iluminación urbana. Los obeliscos ayudan por otro lado a reducir el «efecto embudo» sobre las visuales de la basílica. Las alas de los edificios más cercanos a la plaza se conservaron para formar un propíleo, bloqueando las visuales directas de quienes se aproximan a la Ciudad del Vaticano, y generando un amplio espacio diferenciado de la plaza, apto para facilitar el acceso vehicular.

## Las obras

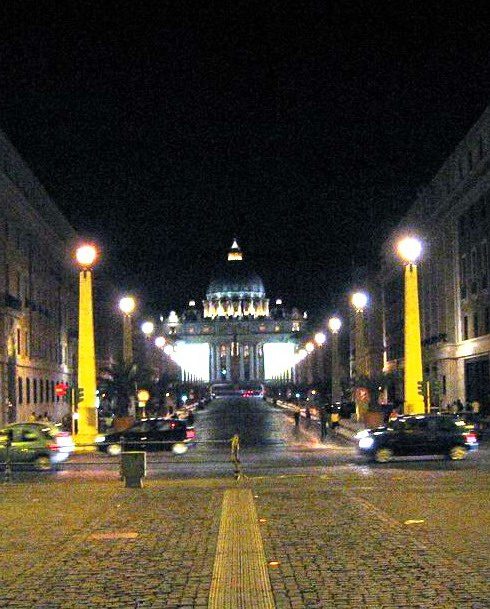
Vista nocturna de la avenida.

La demolición de la «spina» del Borgo la inició simbólicamente el mismo Mussolini golpeando al primer edificio con una piqueta el 29 de octubre de 1936. Los trabajos continuaron durante los doce años siguientes. El derrumbe de los edificios produjo varios conflictos, teniendo en cuenta que los habitantes del Borgo fueron masivamente mudados a asentamientos fuera de Roma, los «borgate». Los edificios desmantelados sea en su totalidad o parcialmente, y reconstruidos en otro terreno, incluyeron al Palazzo dei Convertendi, la casa de Giacomo y Bartolomeo da Brescia, la iglesia de la Nunziatina, los palacios Rusticucci-Accoramboni, Cesi y de los Alicorni. Otros edificios, como el Palacio del gobernador del Borgo y la iglesia de San Giacomo en Scossacavalli fueron destruidos. 
Entre las edificaciones históricas que, gracias las obras de apertura, quedaron con frente a la avenida, deben mencionarse al Palazzo Giraud-Torlonia, la iglesia de Santa María en Traspontina, el Palazzo dei Penitenzieri, Palazzo Serristori, y el Palazzo Cesi.
Entre los nuevos edificios construidos por Piacentini, destaca la Sala de Audiencias Pontificias (actualmente conocida como Auditorium Conciliazione), inaugurada en 1950 y dedicada a partir de 1958 a sala de conciertos de la Orquesta de la Academia de Santa Cecilia (hasta 2003) y de la Orquesta Sinfónica de Roma (en la actualidad).
La construcción de la avenida fue —a pesar de su impacto histórico—  solo una pequeña porción de la reconstrucción de Roma ordenada por Mussolini, que incluyó desde la reconstrucción del Castillo de Sant'Angelo o la recuperación del Mausoleo de Augusto hasta la compleja construcción de la Via dell'Impero atravesando las ruinas del imperio romano. La idea de Mussolini no fue otra que transformar Roma en un monumento al fascismo.
Las obras continuaron hasta después de la muerte de Mussolini y la abolición del fascismo. El último obelisco se erigió para el jubileo de 1950. Desde su finalización la avenida ha servido como acceso principal a la plaza de San Pedro y — a través de ella — a la Ciudad del Vaticano. En ocasiones, como por ejemplo durante las exequias de Juan Pablo II, ha servido como extensión de la plaza, alojando gran número de fieles.